# Zeytinburnu (district)

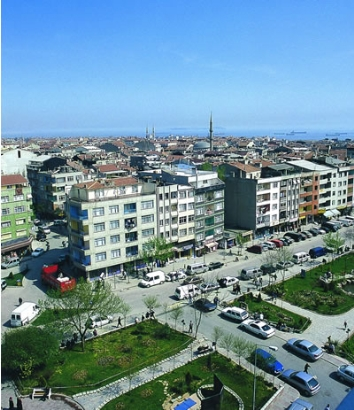
Une vue de Zeytinburnu

Zeytinburnu est l'un des 39 districts de la ville d'Istanbul, en Turquie